# KF Dukagjini Klina
KF Dukagjini Klina (alb. Klubi Futbollistik Dukagjini Klinë, serb. cyr. Фудбалски клуб Дукађини Клина) – kosowski klub piłkarski, mający siedzibę w mieście Klina, w środku kraju.

## Historia
Chronologia nazw:
- 1958: KF Dukagjini Klina

Klub piłkarski KF Dukagjini Klina został założony w miejscowości Klina w roku 1958. Zespół występował w niższych ligach mistrzostw Jugosławii. W 1990 po utworzeniu Pierwszej Ligi Kosowa startował w niej, a w sezonie 1994/95 zdobył mistrzostwo kraju. Potem występował w drugiej lidze. Na początku XXI wieku powrócił do pierwszej ligi. Ale w sezonie 2002/03 zajął ostatnie miejsce i spadł do drugiej ligi. W 2004 spadł do trzeciej ligi, a w 2007 do czwartej ligi. Dopiero w 2010 wrócił do pierwszej ligi (II poziom, pierwsza liga została przekształcona w międzyczasie na Superligę). W sezonie 2015/16 i 2016/17 brali udział w barażach o Superligę, wcześniej zajmując 4.miejsce. Jednak przegrali najpierw z Drenicą Srbica, a później z KF Drita Gnjilane. W sezonie 2017/18 zajęli 9.miejsce. W następnym zdobyli 2.miejsce i powrócili do Superligi.

## Sukcesy

### Trofea międzynarodowe
Nie uczestniczył w rozgrywkach europejskich (stan na 31-05-2019).

### Trofea krajowe
| \| \| Zdobyte trofea w rozgrywkach Kosowa (stan na: 23-05-2021) \| |                                                           |      |                            |
| Rozgrywki                                                          | Osiągnięcie                                               | Razy | Sezon(y)                   |
| Mistrzostwo                                                        | I miejsce                                                 | 1    | 1994/95                    |
| Mistrzostwo                                                        | II miejsce                                                | 0    |                            |
| Mistrzostwo                                                        | III miejsce                                               | 0    |                            |
| Puchar                                                             | zdobywca                                                  | 0    |                            |
| Puchar                                                             | finalista                                                 | 2    | 1995/96, 2020/21           |
| II liga                                                            | I miejsce                                                 | ?    |                            |
| II liga                                                            | II miejsce                                                | ?    | 2018/19, 2020/21 (grupa A) |
| II liga                                                            | III miejsce                                               | ?    |                            |
| Kosowo                                                             | Zdobyte trofea w rozgrywkach Kosowa (stan na: 23-05-2021) |      |                            |

## Piłkarze i trenerzy klubu

### Piłkarze
Stan na 21 grudnia 2019:
| Nr | Poz. | Piłkarz           |
| -- | ---- | ----------------- |
|    | BR   | Altik Muhaxhiri   |
|    | OB   | Elton Basriu      |
|    | OB   | Drin Lladrovci    |
|    | OB   | Ilir Syla         |
|    | OB   | Leutrim Beqiri    |
|    | OB   | Denis Haliti      |
|    | OB   | Muharrem Musa     |
|    | PO   | Ardit Berisha     |
|    | PO   | Orgest Gava       |
|    | PO   | Labinot Jashanica |

| Nr | Poz. | Piłkarz         |
| -- | ---- | --------------- |
|    | PO   | Ilir Mustafa    |
|    | PO   | Renato Hyshmeri |
|    | PO   | Altin Lloga     |
|    | PO   | Fuad Karabegu   |
|    | PO   | Mark Milicaj    |
|    | PO   | Jeton Dushi     |
|    | NA   | Albion Osmani   |
|    | NA   | Altin Merlaku   |
|    | NA   | Granit Arifaj   |
|    | NA   | Granit Elezaj   |

## Struktura klubu

### Stadion
Klub rozgrywa swoje mecze domowe na Stadiumi 18 Qershori w Klinie, który może pomieścić 3000 widzów.

### Inne sekcje
Klub prowadzi drużyny dla dzieci i młodzieży w każdym wieku. 

## Kibice i rywalizacja z innymi klubami

### Rywalizacja
Największymi rywalami klubu są inne zespoły z okolic.

### Derby
- KF Besa Peć
- KF Shqiponja Peć
- KF Istogu
- KF Onix Banjë

## Europejskie puchary
Legenda do wszystkich tabel:
- Q – runda eliminacyjna, 1/16, 1/8, 1/4, 1/2 – odpowiednia faza rozgrywek, Grupa – runda grupowa, 1r gr – pierwsza runda grupowa, 2r gr – druga runda grupowa, F – finał, R – runda, PO – play-off
- k. – rzuty karne, los. – losowanie, Dogr. – dogrywka, w. – zasada bramek strzelonych na wyjeździe

| Sezon   | Rozgrywki               | Runda | Klub       | Dom | Wyjazd | Ogólnie |
| ------- | ----------------------- | ----- | ---------- | --- | ------ | ------- |
| 2023/24 | Liga Konferencji Europy | 1Q    | Europa FC  | 2–1 | 3–2    | 5–3     |
| 2023/24 | Liga Konferencji Europy | 2Q    | HNK Rijeka | 0–1 | 1–6    | 1–7     |